# Nationale Behörde für internationale Entwicklungszusammenarbeit

Bei Hilfsaktionen verwendetes Logo

Die Nationale Behörde für internationale Entwicklungszusammenarbeit (chinesisch 國家國際發展合作署 / 国家国际发展合作署, Pinyin Guójiā Guójì Fāzhǎn Hézuò Shǔ), wegen der englischen Bezeichnung China International Development Cooperation Agency oft „CIDCA“ abgekürzt, ist eine dem Staatsrat der Volksrepublik China direkt unterstehende Entwicklungshilfeorganisation mit Sitz im Pekinger Stadtbezirk Dongcheng. Direktor der Behörde ist seit dem 8. April 2021 der Historiker und Diplomat Luo Zhaohui (罗照辉, * 1962), bis dahin stellvertretender Außenminister der Volksrepublik China.

## Geschichte
Die Entwicklungshilfe der Volksrepublik China im Sinne von nicht zurückzuzahlender Unterstützung begann im Februar 1956, als Premierminister Zhou Enlai anlässlich eines Staatsbesuchs von Norodom Sihanouk in Peking mit seinem kambodschanischen Amtskollegen vereinbarte, dort mit einer Gesamtinvestition von 8 Millionen britischen Pfund eine Textilfabrik, eine Sperrholzplattenfabrik und eine Papierfabrik zu bauen, obwohl China damals noch mit dem Aufbau des eigenen Landes beschäftigt war.
Ab den 1960er Jahren finanzierte die Volksrepublik China dann größere Infrastrukturprojekte in anderen Ländern, so zum Beispiel 1962 den Karakorum Highway in Pakistan oder 1967 die Tanzania–Zambia Railway in Ostafrika.
Während Projekte chinesischer Firmen im Ausland seit 1994 bei Bedarf mit Krediten von der China Exim-Bank finanziert werden, einem Zentral Verwalteten Unternehmen, war die staatliche Entwicklungshilfe ursprünglich beim Handelsministerium angesiedelt. Die dortige Abteilung für Auslandshilfe (中华人民共和国商务部对外援助司) verfügte über eine Kanzlei und 14 Referate. Neben dem Rechtsreferat, dem Referat für Qualitätskontrolle der Projekte etc. gab es dort folgende Gebietsreferate:
- Asien 1 (亚洲一处)
- Asien 2 (亚洲二处)
- Afrika 1 (非洲一处)
- Afrika 2 (非洲二处)
- Afrika 3 (非洲三处)
- Westasien, Nordafrika, Europa (西亚北非欧洲处)
- Lateinamerika (拉美处)
- Südpazifik (南太处)[4]

Hierbei gab es eine klare Aufgabenteilung mit der Exim-Bank: während die von letzterer mit Krediten finanzierten Projekte primär Fördermaßnahmen für chinesische Firmen waren, nicht nur im Bausektor, sondern auch für Transportunternehmen etc., diente die vom Handelsministerium gewährte Auslandshilfe tatsächlich der Unterstützung der Empfängerländer. Mit diesen Mitteln wurden – häufig in akuten Notlagen – Projekte auf den Gebieten Landwirtschaft, Hygiene und Schulwesen finanziert. Wie seit dem Beginn der chinesischen Entwicklungshilfe in den 1950er Jahren üblich, war die Unterstützung nicht mit Forderungen nach politischen Reformen in den Empfängerländern verbunden.
Bei der am 17. März 2018 vom Nationalen Volkskongress verabschiedeten Kabinettsreform wurde die Entwicklungshilfe aufgewertet und als eigenständige Behörde dem Staatsrat direkt unterstellt. In der entsprechenden Gesetzesvorlage hieß es nun aber, dass die Nationale Behörde für internationale Entwicklungszusammenarbeit ein wichtiges Instrument der chinesischen Außenpolitik werden sollte; die Auslandshilfe sollte neu priorisiert und nach strategischen Aspekten langfristig geplant werden. Der Schwerpunkt der Unterstützung sollte nun bei den Partnerländern im Rahmen der Neuen Seidenstraße liegen. Bei der neuen Behörde wurden die bisherigen Obliegenheiten des Handelsministeriums und des Außenministeriums gebündelt.
Erster Behördenleiter wurde am 4. April 2018 der Elektroingenieur Wang Xiaotao (王晓涛, * 1960), bis dahin stellvertretender Vorsitzender der Staatlichen Kommission für Entwicklung und Reform.

## Struktur
Die Nationale Behörde für internationale Entwicklungszusammenarbeit hat heute folgende Organisationsstruktur:
- Das Hauptbüro (综合司) ist zuständig für das Tagesgeschäft der Behörde, die Herausgabe von Pressemitteilungen, Finanzwesen, Sammlung von Daten sowie die Organisation von Dienstreisen und den Empfang von Besuchern.
- Die Abteilung für Politik und Planung (政策和规划司) formuliert langfristige Richtlinien, Pläne und Vorgehensweisen bei Hilfsprojekten im Ausland. Sie arbeitet die Entwicklungshilfe betreffende Gesetzesvorlagen aus und berechnet den im kommenden Steuerjahr zu erwartenden Finanzbedarf für Entwicklungshilfeprojekte.
- Das Regionalbüro 1 (地区一司) ist zuständig für Hilfsprojekte in Asien, Eurasien, Westasien, Nordafrika sowie Mittel- und Osteuropa.
- Das Regionalbüro 2 (地区二司) ist zuständig für Hilfsprojekte in Afrika, Lateinamerika, der Karibik und dem Südpazifik.
- Die Abteilung für Überwachung und Evaluierung (监督评估司) überwacht die Umsetzung von Entwicklungshilfeprojekten und erstellt eine abschließende Bewertung dieser Projekte.
- Die Abteilung für internationale Zusammenarbeit (国际合作司) ist zuständige für die Zusammenarbeit mit Hilfsorganisationen und Entwicklungshilfebehörden anderer Länder. Sie betreut auch den Hilfsfonds für Süd-Süd-Kooperation (南南合作援助基金), der in Zusammenarbeit mit dem Entwicklungsprogramm der Vereinten Nationen kurzfristige Hilfe bei Naturkatastrophen etc. leistet.[11]
- Die bei der Personalabteilung (人事司) eingerichtete Betriebszelle der KPCh (机关党委) ist neben der politischen Schulung der Parteimitglieder in der Behörde auch für die Überwachung der Disziplin und Korruptionsbekämpfung zuständig.

## Servicezentrum für Auslandshilfe
Formaljuristisch keine Abteilung der Behörde, sondern eine separate Institution ist das Servicezentrum für Auslandshilfe (对外援助服务保障中心) im Pekinger Stadtbezirk Chaoyang.
Es handelt sich hierbei um einen externen Dienstleister, der – parallel zur Behörde – eine Regionalabteilung 1 (地区一部) und eine Regionalabteilung 2 (地区二部) besitzt, außerdem eine Informationsabteilung (信息管理部).
Dort werden Übersetzungen angefertigt, Machbarkeitsstudien erstellt, technische Unterstützung für die Überwachung von Hilfsprojekten vor Ort bereitgestellt sowie Kriterien für eine Bewertung der Projekte ausgearbeitet.